# 李国忠 (1936年)
李国忠（1936年—），男，河北滦县人，生于黑龙江齐齐哈尔，中华人民共和国政治人物，曾任中共辽宁省委常委，辽宁省总工会主席，辽宁省政协副主席。